# 汪宗元
汪宗元（1503年—1570年），字子允，號春谷，湖廣武昌府崇陽縣人，軍籍，明朝政治人物。

## 生平
嘉靖七年（1528年）戊子科湖廣鄉試第二十三名舉人。嘉靖八年（1529年）中式己丑科會試第一百六名，登第三甲第二百零九名進士。授行人司行人。嘉靖十四年（1535年）十一月遷南京工科給事中，十六年二月因父亲汪文盛為都御史，例當回避，改任兵部武選主事。嘉靖十八年（1539年）改尚寶司丞，二十年八月升本司少卿，二十一年闰五月升司卿，嘉靖二十四年（1545年）三月，遷南京太僕寺少卿，修《馬政條例》。二十四年六月升南京鸿胪寺卿，二十七年正月升南京太仆寺卿。修《太常志》，辑《国朝名臣所建白经济考》。
嘉靖二十九年（1550年）六月，迁都察院右副都御史，总理河道漕運，因不附严嵩，三十年二月考察，降职為福建布政司参政，寻转右布政使，外御倭寇，内察民苦。转江西左布政使，治政如闽。三十三年十二月升应天府府尹，三十五年二月改顺天府，九月晋通政使，三十六年二月考察致仕。

## 家族
曾祖汪璉，曾任壽官；祖父汪藻，曾任監生封兵部主事；父汪文明，曾任彭县知縣。母楊氏，封太宜人。重庆下。弟汪宗凯，贡士；汪宗皋、汪宗伊、汪宗召、汪宗颐、宗南、宗光、宗介、宗轼、宗说。

## 著作
有《經濟考》、《皇明文選》、《春谷集》等。